# Winterland (Band)
Winterland ist eine deutsche Rockband aus Kaiserslautern. Anfangs waren ihre Texte in englischer Sprache, mit dem vorletzten Album Alles Geht (2010) wechselten sie zu deutschen Texten.

## Bandgeschichte
Die Rock-Band Winterland wurde 1996 von Markus Pfeffer und Thorsten Fries in Kaiserslautern gegründet. Die beiden Musiker fingen gemeinsam an, Lieder zu schreiben, die man in den Bereich der melodisch-melancholischen und handgemachten Rockmusik einordnen kann. In den Jahren 1997 bis 2008 veröffentlichte Winterland die fünf Alben Under the Flood (1997), Blind (1998), The Truth (2000), perSonality (2003) sowie evening STAR (2008). Im Frühling 1997 wurde aus dem Studioprojekt eine Live-Band unter Hinzunahme von Gitarrist Stephan Hugo, Bassist Holger Kuntz und Schlagzeuger Chris Guckeisen. Diese Besetzung meldete den Bandnamen „Winterland“ im April 1998 erstmals beim Deutschen Patent- und Markenamt an. Das Cover des im gleichen Jahr veröffentlichten Albums Blind zeigt eine Skulptur des Künstlers Gunther Stilling, die vor dem Pfalztheater in Kaiserslautern steht. Bereits kurz darauf erfuhr die Band erneut eine Änderung im Line-Up, bei der Sänger und Texter Thorsten Fries durch Stephan Hugo ersetzt wurde und Bassist Charly Knaup (ehemaliger Sänger von GO90) hinzu kam. Komponist und Multi-Instrumentalist Markus Pfeffer spielte weiterhin Gitarre. Nach der Veröffentlichung des Albums The Truth (2000) spielte Winterland zahlreiche Konzerte im südwestdeutschen Raum. Für das Frontcover der CD perSonality wählte Gitarrist Markus Pfeffer die Fotografie Goldfischglas von Herbert List aus, die 1937 auf Santorin aufgenommen wurde. Die Erlaubnis dazu holte die Band von Max Scheler, dem Kurator des List-Nachlasses ein.
Nach einer Veröffentlichungspause fingen Markus Pfeffer und Sänger Thorsten Fries – wieder als Duo – im Jahr 2007 erneut an, zusammen Songs zu schreiben und im Sommer 2008 erschien das Album evening STAR, das wie alle anderen Alben zuvor in englischer Sprache aufgenommen wurde. Nach dieser Veröffentlichung und 13 Jahre nach der Gründung suchten die beiden Musiker nach einer neuen Herausforderung und beschlossen, das nächste Album zwar mit den gleichen musikalischen Einflüssen, aber komplett in deutscher Sprache aufzunehmen. So konnte der lyrische Aspekt der Musik noch stärker betont werden. Die erste Auflage des Albums hatte die Band in Eigenregie produziert und vertrieben. Mit diesem Album unterschrieben Winterland einen Vertrag mit dem Label 7us und am 28. Mai 2010 wurde das Album mit Bonustracks und einem Video von 7us in Deutschland, Österreich und der Schweiz neu veröffentlicht.
Im Sommer 2011 erklärte die Band, dass an Stelle von Thorsten Fries als Sänger wieder der einstige Vokalist Stephan Hugo mitwirkt. Ebenso wieder dabei als Gast ist das ehemalige Bandmitglied Charly Knaup am Bass. Als erste Produktion der nun als Trio auftretenden Gruppe wird für ein 2013 fertig zu stellendes neues Album das Lied Ewige Beginner veröffentlicht, bei dem im Chor zahlreiche bekannte Musiker und Musikerinnen der Kaiserslauterer Musikszene mitwirken.
Im November 2010 kam es zu Verwirrungen, als die deutsche Rock-Band Unheilig eine Single mit dem Namen „Winterland“ ankündigte, deren Cover ein dem Winterland-Album Alles geht zum Verwechseln ähnliches Artwork hatte. Gitarrist und Songwriter Markus Pfeffer hat als Inhaber der beim Deutschen Patent- und Markenamt in Klasse 9 (u. a. CDs) und 41 (kulturelle Darbietungen) eingetragenen Marke „Winterland“, durch einen Anwalt Universal Music auf den markenrechtlichen Sachverhalt hinweisen lassen. Daraufhin wurde das Cover der Unheilig-Single geändert und der Song hieß ab sofort Winter. Es gibt unterschiedliche Aussagen darüber, ob es in dem Fall zu einer Abmahnung oder gar Klage gekommen ist.

## Diskografie
Studioalben
- 1997: Under the Flood
- 1998: Blind
- 2000: The Truth
- 2002: Winterland – Collection
- 2003: perSonality
- 2008: evening STAR
- 2010: Alles geht
- 2014: Ein Leben lang
- 2017: Angekommen